# Olaskär
Olaskär är skär i Åland (Finland). De ligger i Skärgårdshavet och i kommunen Kökar i landskapet Åland, i den sydvästra delen av landet. Öarna ligger omkring 48 kilometer öster om Mariehamn och omkring 230 kilometer väster om Helsingfors.
Arean för den av öarna koordinaterna pekar på är 2 hektar och dess största längd är 230 meter i nord-sydlig riktning. Trakten är glest befolkad. Närmaste större samhälle är Kökar, 14,6 km söder om Olaskär.